# Pegaso Z.206
Le Pegaso Z-206 "Cabezón" est un modèle de camion fabriqué par l'entreprise espagnole ENASA de 1956 à 1961. Il était équipé d'un moteur Pegaso 6 cylindres en ligne et de la cabine en tôle ondulée  mais aux lignes aérodynamiques du Pegaso Z.207 Barajas adaptée à l'augmentation de largeur du véhicule. 

## Histoire
Après avoir lancé la production de son premier camion en 1946, l'Hispano-Suiza 66G renommé Pegaso I, offrant 7 tonnes de charge utile, à la suite de la nationalisation d'Hispano-Suiza et son intégration dans l'INI - Instituto Nacional de Industria pour créer le nouveau constructeur national espagnol ENASA, les dirigeants espagnols décident de moderniser l'offre avec deux nouveaux modèles, les Z-207 "Barajas" et Z-206 "Cabezón", toujours conçus sous la direction de W. Ricart.
Dès le début des années 1950, W. Ricart est conscient que la gamme de camions Pegaso ne répond pas vraiment aux besoins des transporteurs espagnols et fait admettre à son actionnaire ENASA qu'il faut construire une nouvelle usine pour y fabriquer une nouvelle génération de camions pour élargir la gamme d'autant qu'un concurrent potentiel privé relance régulièrement le gouvernement espagnol pour obtenir une autorisation lui permettant de produire des camions lourds.

## Le Pegaso Z-206.8T "Cabezón"
En 1955, Pegaso inaugure sa nouvelle usine implantée sur la commune de Barajas, près de Madrid. L'usine débute immédiatement la production du châssis du Z-207 "Barajas" et quelques mois plus tard, l'usine historique de Barcelone débute la fabrication du nouveau Z-206 "Cabezón", un camion de taille supérieure.
Le Pegaso Z-206.8T, première série du Z-206, reprend la cabine du Z-207 adaptée à ses dimensions légèrement plus importantes. Comme pour le Z-207, l'usine livre le Z-206.8T complet en version châssis cabine pour recevoir des carrosseries spécifiques, plateau, plateau avec ridelles normales ou hautes, citerne, fourgon tôlé ou benne de chantier. La charge utile est de 8,0 tonnes pour un PTAC de 14,80 tonnes. Coté mécanique, le Z-206 reprend la chaîne cinématique de l'ancien Z-203 avec le moteur Pegaso 6 cylindres en ligne de 9.348 cm3 développant 140 ch SAE et la boîte de vitesses à 2x4 rapports avec pont à double réduction. Dans la cabine, conformément aux nouvelles dispositions du code de la route espagnol, le volant est passé à gauche.

## Le Pegaso Z-206.10T
En 1959, Pegaso lance une version plus lourde du Z-206.8T, le Z-206.10T. Ce nouveau modèle dispose d'une charge utile de 10,0 tonnes pour un PTAC de 17,1 tonnes. Pegaso adopte, pour cette version, le moteur équipant le prototype Z-210 6x2, un 6 cylindres en ligne de 10.169 cm3, avec 4 soupapes par cylindres, développant 165 ch SAE et consommant à peine plus de 27 litres aux 100 km.

## Le remplacement du Pegaso Z-206 "Cabezón"
Malheureusement, les camions conçus par Wifredo Ricart, Pegaso Z.207 Barajas et Z-206 étaient très coûteux à construire mais aussi à entretenir. De plus, en 1960 un nouveau concurrent est apparu sur le marché espagnol fermé, Barreiros SA, constructeur privé qui fabrique des camions lourds de conception plus simple, plus fiables à des prix inférieurs de moitié. Cette nouvelle donne va obliger la holding d'Etat INI, dont Pegaso est une des filiales, à écarter Wifredo Ricart de la direction de Pegaso et le remplacer par Claudio Boada qui va abandonner tous les projets avant-gardistes et très coûteux de son prédécesseur et s'orienter vers des produits plus simples, moins coûteux à fabriquer et donc plus compétitifs. Il va immédiatement remplacer la gamme Z-207 "Barajas" par la nouvelle série Pegaso Comet, en 1961, beaucoup plus conventionnelle et bien moins chère et qui obtiendra un bon succès commercial. La série Comet a été réalisée sous licence et intégrait de nombreux composants Leyland Motors.
Le Pegaso Z-206.10T "Cabezón" sera remplacé par le Pegaso 1060 dans la série Pegaso Comet.